# Maxime Weygand
Maxime Weygand (Bruxelas, 21 de janeiro de 1867 – Paris, 28 de janeiro de 1965) foi um comandante militar francês na Primeira Guerra Mundial e a Segunda Guerra Mundial.

## Carreira
Weygand serviu principalmente como um oficial no staff de Ferdinand Foch na Primeira Guerra Mundial. Ele lutou contra os alemães durante a invasão da França em 1940, mas depois se rendeu e parcialmente colaborou com os alemães como parte do regime de Vichy antes de ser preso pelos alemães por não colaborar totalmente com eles.
Ele foi condecorado com a Grã-oficial da Ordem Nacional da Legião de Honra em 1920 pela sua colaboração nos preparativos da Batalha de Varsóvia e no mesmo ano pela Ordem Virtuti Militari, a mais alta condecoração militar polonesa.
Foi preso pelos alemães e libertado na Batalha pelo Castelo Itter.